# 中国游客瑞典旅舍事件
中国游客瑞典旅舍事件，中文媒体也称之为瑞典游客事件、瑞典警方粗暴对待中国游客事件或瑞典辱華事件等，是指在瑞典當地時間2018年9月2日，中国大陆游客曾某携其父母在瑞典旅游时提前抵达了斯德哥爾摩一家旅舍，因住宿问题与旅舍产生了冲突，之后被当地警方带离旅社。曾某指责其在整个事件中受到了虐待，并要求瑞典方面道歉赔偿。9月15日媒体曝光后，此事件迅速发酵，引发了各种关注与争论，同时也是中國—瑞典關係之中的一场外交风波。

## 事件经过
2018年9月2日凌晨1点，曾某携其父母抵达了瑞典斯德哥爾摩國王島區一家名为“发电机斯德哥尔摩”（Generator Stockholm）的连锁旅社，但预订的房间需当天白天才能入住，曾某要求旅店让他们在大厅椅子上休息一段时间，一开始酒店服务人员是同意他们一家呆在大堂等候的，但后来曾某又从旅店外带来一名年青女子，遂遭到旅店拒绝。。
随后，因曾家拒绝离开酒店，店方报警，两名女警到场处理，警方记录显示出警人员在当地时间2日凌晨1点43分到达涉事旅店。警方到场后强行将曾父抬出酒店，据曾某称，警方曾将其父亲从座位上拉倒，并拖行至门口后才抬出酒店，期间曾父犯病抽搐，警方未给予任何人道帮助。由于店内并无监控摄像，店方与曾某的争执过程，以及警方在店内的处置过程，均未留下影像资料。根据后来在网上曝光的曾某及路人拍摄的涉事视频，曾某在店外有假摔及大喊呼喊的过激行为。曾某对此的解释曾某大呼来引人围观，并称曾有路人要求警方给予救援，而实质曾某导致了半夜扰民。不久另外两辆警车抵达现场，将曾某一家强行带上警车，曾某称期间其父母均受到警方的殴打。但香港《信报》文章称，据公开目击者的多个视频显示，当地警察在抬走曾某一家时未有暴力迹象，也没有持枪驱散民众的行为；曾某在没有警察触碰的情况之下，自己扑倒在地，高呼“杀人了”（英語：This is killing!）。
曾某称大概半小时后，警方将三人扔在“斯德哥尔摩市区几十公里以外的一座坟场”离开，感觉受到了警方的侮辱和戏弄；法国国际广播电台则引述网友言论为当地警方辩护称，曾某夜晚大喊大叫扰民，因此按扰民规定被带离，所称的坟场其实是瑞典著名景点，联合国世界文化遗产林地公墓，并非“荒郊野外”，而且曾的放置地点是离墓园大门外200米的街道上，百米外还设有地铁站；据《晚报》9月17日报道，瑞典检方认为“把人放在林地公墓车站是瑞典警方惯用的处理方式”。其后曾某一家在路人的帮助下返回城区；到达市区后，曾某向中華人民共和国驻瑞典大使馆通报此事，并向当地警方报案；之后三人赶赴机场，离开瑞典。
9月2日凌晨6时，游客曾某向中華人民共和国驻瑞典大使馆进行了事件的口头报告。由于技术原因，大使馆在9月5日上午收到曾某的书面详细报告和照片，并向涉事酒店了解情况。

## 发展
9月5日，中華人民共和国驻瑞典大使馆向瑞典外交部通报了情况并提出严正交涉，中華人民共和国外交部也在北京向瑞典驻华大使提出了严正交涉。但此后的近2周时间里，瑞方未对中方的交涉进行回应，中方将事件在媒体上曝光。而瑞典方面首席檢察官埃里克森（Mats Ericsson）表示，調查早在9月7日就已經結束，評估結果是瑞典警方沒有任何過錯。
9月14日，中華人民共和国驻瑞典大使馆在其网站上发布提醒，提到“近期还有中国游客遭到瑞方公务人员粗暴对待”，除需提高安全意识外，可在發生意外時留下证据，並即時报警并來向大使館請求协助。9月15日，中国大陆媒体《环球时报》以「中國遊客遭瑞典警方粗暴對待，一家三口被扔墳場，外交部嚴正交涉」標題最早对事件进行了报道。之后，其他媒体对事件作出了更加详尽的报道。
9月15日，《环球时报》采访事发旅店时，前台工作人员表示需周一经理上班后才能回应。9月17日，执行店长回复《环球时报》称，因事件发酵，所有评论需要由总公司统一做出回应。瑞典當地新聞網站《晚報》對此事件則提出，預訂了房間仍會有規定的入住時間，提前報到旅館一方有理據不對顧客做出接待，並且此為包含中國在內全世界旅館會採用的營運方式。
9月17日中午，就该事件，事发地警察局负责人向中華人民共和国大使馆确认三名中国游客未违反瑞典法律，但同时表明瑞典警察的行为也没有违反瑞典法律。9月17日，桂从友大使在使馆接受瑞典《快报》记者专访，认为“三名中国游客被瑞典警察粗暴对待，生命安全和尊严都受到了威胁和伤害”，质疑瑞典法律对人权和人的尊严的保护，同时指出瑞典西南部城市布罗斯曾于2011年11月发生过类似事件，当时肇事警察被认定为渎职。

## 反响與分析

### 中华人民共和国
- 中華人民共和国驻瑞典大使馆发言人就事件发表了谈话，对事件深感震惊和愤慨，对瑞典警察的行为予以强烈谴责，并向瑞典政府提出严正交涉[15]。
- 文化和旅游部也表示对事件高度关注[16]。
- 《环球时报》于9月15日发表社评《瑞典必须严惩对中国老人施恶的警察》，指责涉事警方有种族歧视的嫌疑，“难以置信瑞典的国家机器竟然堕落成这副样子”，并称瑞典不配以桂敏海事件指责中国大陆的人权状况[17]。
  - 针对后来网民就事件真相的质疑，《环球时报》连续发表了多篇报道予以驳斥[4][18]。
- 中華人民共和国驻瑞典大使桂从友在接受瑞典媒体《晚报》、《快报（英语：Expressen）》的采访时表示，即使这3名中国游客的行为有不足或瑕疵之处，都不能构成瑞典警察这样粗暴对待他们的理由[19][20][21]。
  - 除此之外，桂从友也否认中華人民共和国使馆和官媒的强硬态度是国内“战狼式”宣传后，驻外机构不得不做的“政治正确”[19][20][21]。

### 瑞典
- 瑞典检察机关新闻发言人卡尔·吉格兰表示，公共检察办公室认定，此事件中，警方的行为不构成刑事犯罪，并于9月7日决定不展开初步调查。

### 其它媒体
- 据法广采访长期旅居瑞典的独立中文笔会前任秘书长张裕博士称，事件发生后，瑞典媒体普遍认为该事件的发酵与桂民海事件有关[22]
- BBC中文网在相关报道中提及十四世达赖喇嘛于9月12日访问瑞典一事，学者斯万特·卡尔森称中華人民共和国政府对此次事件的表现或与达赖喇嘛的此次访问有关系，另一名学者乔木则认为，尽管中華人民共和国每次对于达赖喇嘛都表示抗议，但直接抗议并未带来太多实质效果，中国在游客事件上“小题大做”或是间接表达对瑞典的不满。[19]
- 《法蘭克福匯報》認為中方將事件上升到外交醜聞層面的意圖很明顯，以及可能還有其他動機。有匿名瑞典政府官員向《路透社》透露事件跟桂民海事件有關，中方一直向瑞典施壓要求瑞典不要再公開討論桂民海事件，而瑞典和歐盟多次呼籲釋放桂民海，在2018年6月的中歐峰會上桂民海事件也作為討論的話題，導致中華人民共和國當局「很不開心」[23]。
- 香港《有線新聞台》报道称，有線中國組駐北京記者在街頭訪問了幾位市民，受訪者頗為一致地认为涉事遊客有錯。清華大學社會科學學院政治學系講師吳強看了事件片段以及中華人民共和國駐瑞典大使的回應後說「正常人都不會覺得當地警察有錯」，吳強又形容中華人民共和國外交部是目前中華人民共和國體制中「最有黨性的部門」，指很多外交官著重的是向共產黨表忠，而不是專業地處理事件，他批評駐瑞大使「完全就是一種義和團式的表現，其言論令人聯想起文化大革命爆發時一些海外中國大陸外交官表現出的一些非常民族主義和過火的行為」[24]。

## 后续发展

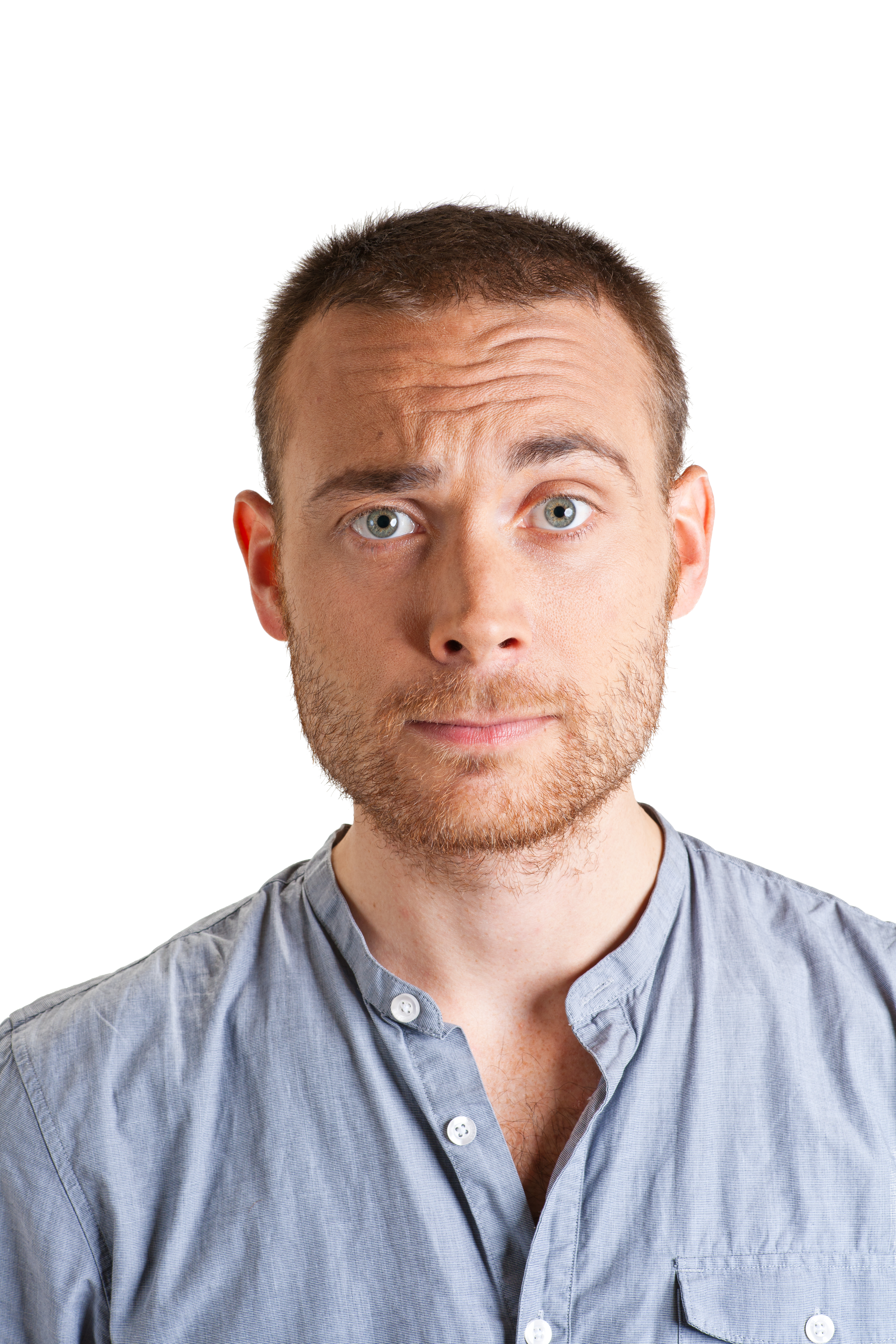
當事主持人罗恩达尔

当地时间9月21日晚，瑞典电视台政治讽刺节目《瑞典新闻》主持人耶斯佩尔·罗恩达尔在节目中拿曾某事件作为调侃对象，将曾母坐地大喊的“救命啊”说成“Kill me now”。他在节目开头阶段引用该节目两名工作人员在龙门歧视华人的事件反问观众，如果瑞典对萨米尔人、阿拉伯人、非洲人说这样的话，早就被大量投诉，但是对俄罗斯人和中国人却不会。又再次反问观众，瑞典人痛恨歧视，但却不包括俄罗斯人和中国人。并要求观众不要将重庆的名字混淆成有种族歧视意思的tjingtjiong。
节目最后播放了在优酷上发布的一段时长1分33秒的视频，视频中的女主持人称欢迎中国游客到瑞典，称瑞典人不会在历史建筑外拉屎，并展示了一张带有中文“禁止大便”的警示牌，警示标志中的人物为头戴斗笠的形象，正在一边用筷子吃饭，一边大便；女主持人还称中国人是种族主义者，“平等的原则不适用中国人”，最後還警告不遵守規矩会打屁股。中華人民共和国驻瑞典大使馆发言人9月22日就该节目发表谈话，指节目主持人的言论恶毒侮辱攻击中国和中国人，予以强烈谴责，且已向瑞典电视台提出强烈抗议。此外，節目中使用的地圖沒有台灣與西藏部分地區，中華人民共和國大使館表示這「侵犯了中國主權」。
瑞典电视台节目负责人托马斯·霍尔（Thomas Hall）表示，的确收到了中華人民共和国驻瑞典大使馆的抗议与道歉要求，但霍尔声称该节目是娱乐节目，懂瑞典语才知道这是幽默，“因为并未做错”，其无需道歉，中華人民共和国大使馆方面表示无法接受这一说法。当地时间9月22日晚8点左右，哥德堡大学的汉学家玛丽·卡尔松（Marie Carlsson）接受《晚报》采访时明确表示，该新闻在打种族歧视的擦边球，她看过后觉得很尴尬，并不觉得好笑。而斯德哥爾摩大學媒體及傳播學教授克里斯蒂娜·里格特（Kristina Riegert）在接受BBC中文的采访时则表示，節目開宗名義就是針對瑞典人的諷刺，主持人是在諷刺瑞典國民對外國遊客帶有的傲慢的「宗主國」態度。
中国大陆社群网站百度贴吧的李毅吧網軍於9月24日晚突破網路審查（翻牆）到瑞典外交部、瑞典電視台及節目主持人羅恩達爾的臉書洗版，其中外交部和羅恩達爾頁面的累計留言一度達到上萬條，相當數量留言之後被刪除。
9月23日，中华人民共和国文化和旅游部以及外交部领事司、驻瑞典大使馆发布有效期至2018年12月22日的安全提醒，称“4月以来，使馆几乎每天都收到中国游客财物被盗、被抢、证件遗失等报告，但瑞典警方至今未通报侦破任何案件，我公民合法权益难以得到有效保障”，提醒中国公民提高安全意识，慎重选择旅游地点和居住地区。
9月24日，瑞典電視台在網站發出致歉聲明，承認節目提及中國內容沒有完整在網路公開，造成「表達的整體意思出現了缺失」。聲明表示已經將節目全部內容加配英文字幕上傳到Youtube，讓網民瞭解他們反種族主義的觀點。但是中華人民共和國駐瑞典大使館認為電視台態度有所保留，敦促瑞典電視台有關節目深刻反省，立即作出真誠道歉。之後，羅恩達爾在28日晚間的《瑞典新聞》節目中提到上週片段引發的爭議，自嘲遭遇網絡暴力，向受到傷害的千百萬中國觀眾道歉。但是，他特別強調只跟中國人民而不跟中華人民共和國政府道歉，甚至直接指摘中華人民共和國政府不尊重言論自由。對於羅恩達爾嘲諷式的「道歉」，駐瑞典大使館發言人批評節目組惡毒攻擊中華人民共和國政府，妄圖把中國人民和中華人民共和國政府對立起來，「用心極其險惡」。他再次敦促瑞典電視台和有關節目組立即嚴肅、真誠地向中國和中國人民道歉。事發逾半個月，大使館於10月14日再度要求瑞典電視台誠懇道歉，「不要再護短護醜，不要指望蒙混過關」。而桂從友於17日在瑞典《每日新聞報》刊文，称希望新聞從業者客觀报道中國，不要戴著有色眼鏡看中國。
2019年3月30日，主持人罗恩达尔宣布该节目为最后一季。瑞典媒体《晚报》 (Aftonbladet) 报道称，該節目的主持人Jesper Rönndahl表示自己缺乏“真正的知识”（riktigt kunskap），并表示政治家们并不真正了解他们所谈论的东西。
而在下一段小标题为Kina bedarrade中他则谈到中国与该期的节目。他表示中国并不如人们想象的那么困难，对他而言，这件事情在社交媒体上变化的非常快。同时该报道援引瑞典总检察长的调查结果，结果认为罗恩达尔不构成种族歧视。
據悉曾姓一家，被爆出在瑞典“被欺負”后，玩得不亦樂乎。

## 相關事件
2018年9月，一名跟旅行團赴俄羅斯旅行的中國遊客在微博上發文，稱在俄羅斯搭乘火車時被乘務員強收小費，該名遊客引述旅行社解釋是俄羅斯針對中國遊客的「不成文規定」，發文者又在文中標記《人民日報》和《環球時報》，要求「討個說法」，亦有支持者標記中華人民共和國駐俄羅斯大使館。數天後該篇文章和帳號皆被刪除，此事亦被拿來跟中國遊客瑞典旅舍事件相提並論。